# Karol Maksymilian Mitrowski
Karol Maksymilian  Mitrowski z Mitrowitz – wolny baron, wielki szambelan cesarsko-królewski, starosta hrabstwa kłodzkiego.

## Biogram
Jego ojciec Maksymilian Mitrowski von Mitrowitz und Nemischel (zm. 1714) był starostą hrabstwa kłodzkiego (1707), który w 1705 otrzymał potwierdzenie tytułu barona (stary stan panów).
Karol Maksymilian Mitrowski był dowódcą twierdzy Kłodzko. W 1721 kupił pałac w Ołdrzychowicach Kłodzkich od Marii von Liechtenstein pochodzącej z Krosnowic, żony Franza von Waldsteina. Na prawym słupie bramy do pałacu znajduje się herb barona.
W latach 1729–1730 zbudował pałac w Krosnowicach (Schloss Rengersdorf) i kazał zburzyć dotychczasowe reprezentacyjne budynki mieszkalne. Po jego śmierci majątek przejęła żoną Maria Anna hrabina Wallis z Trzebieszowic (Kunzendorf), jako opiekunka małoletniego syna Franza Paula Mitrowskiego von Nemischel (ur. 1737). Jego syn po osiągnięciu pełnoletności przejął majątek ojca w 1755, był żonaty z Marią Eleonorą von Frobel z Neuwaltersdorf (1735-1765).
Na frontowej ścianie cokołu  posągu Nepomucena w Kłodzku (1720) umieszczony jest herb fundatora i napis łac.  MAX. L.B. MITROWSKI D. MITROWICZ. S. Caes. R. Mag. Cam. Capitaneus COM. GLATZ” „Maksymilian wolny baron Mitrowski z Mitrowic, świętego cesarstwa królewskiego wielki szambelan, starosta hrabstwa kłodzkiego”.

## Galeria

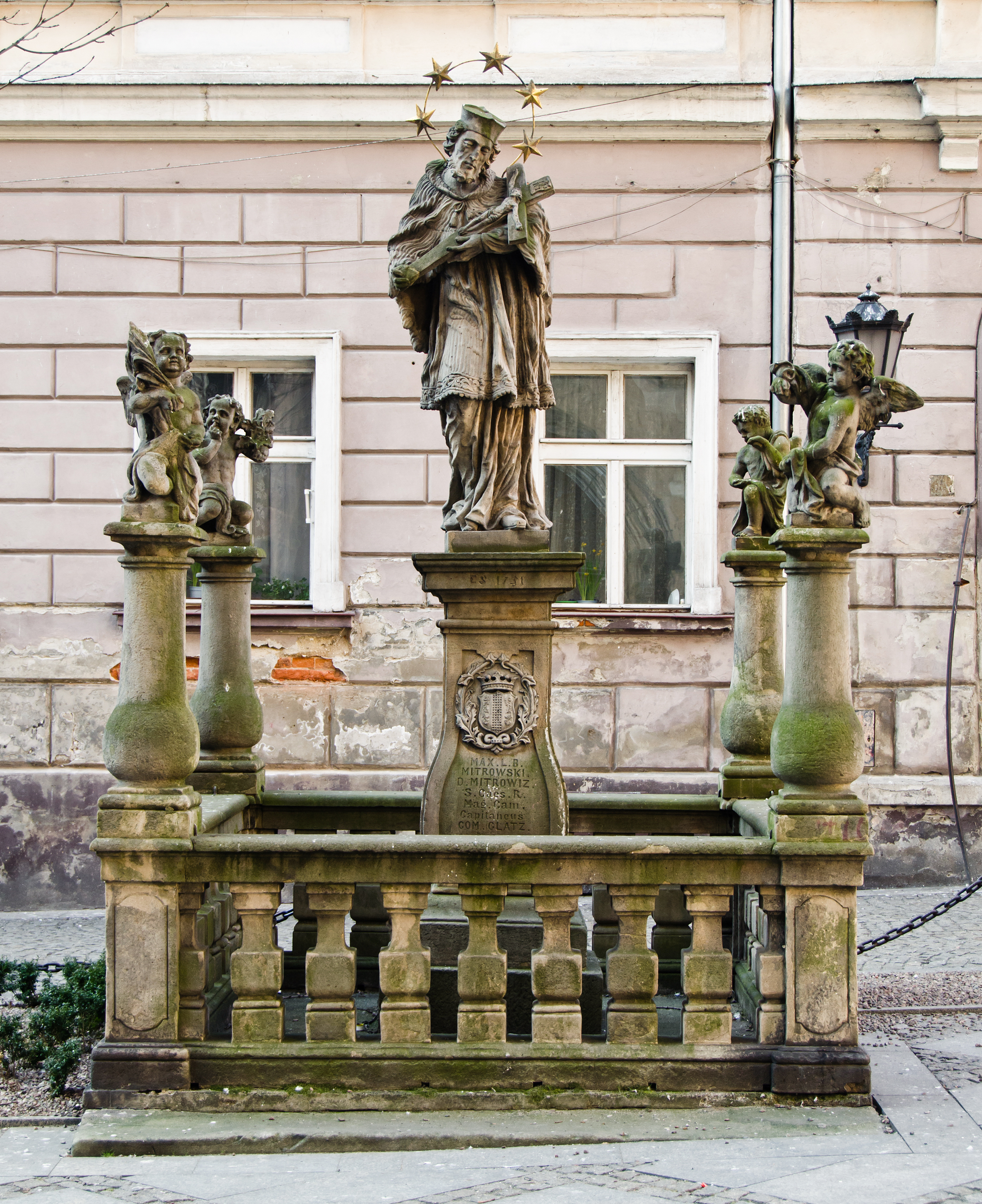
Posąg Nepomucena
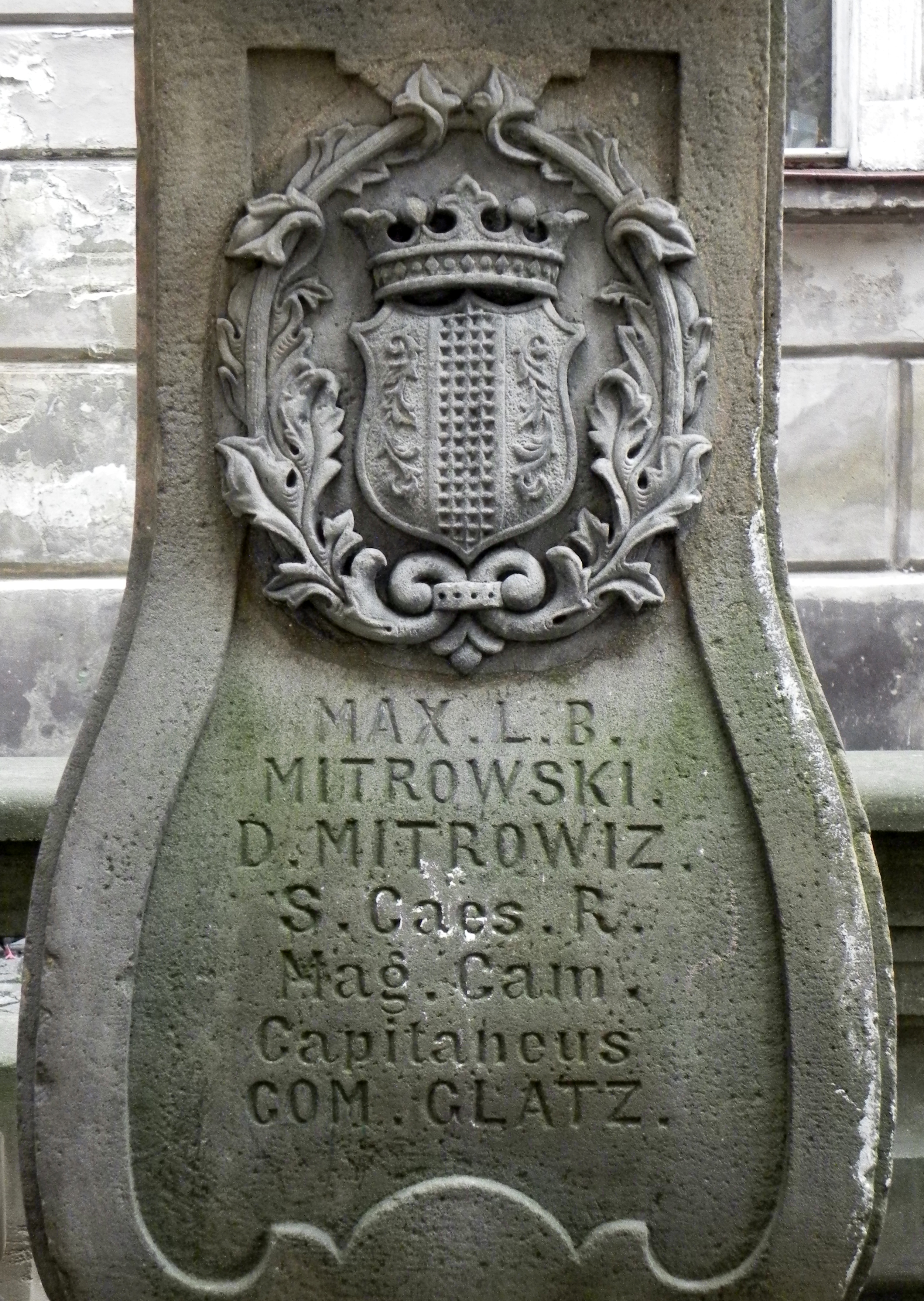
Cokół z herbem i inskrypcją
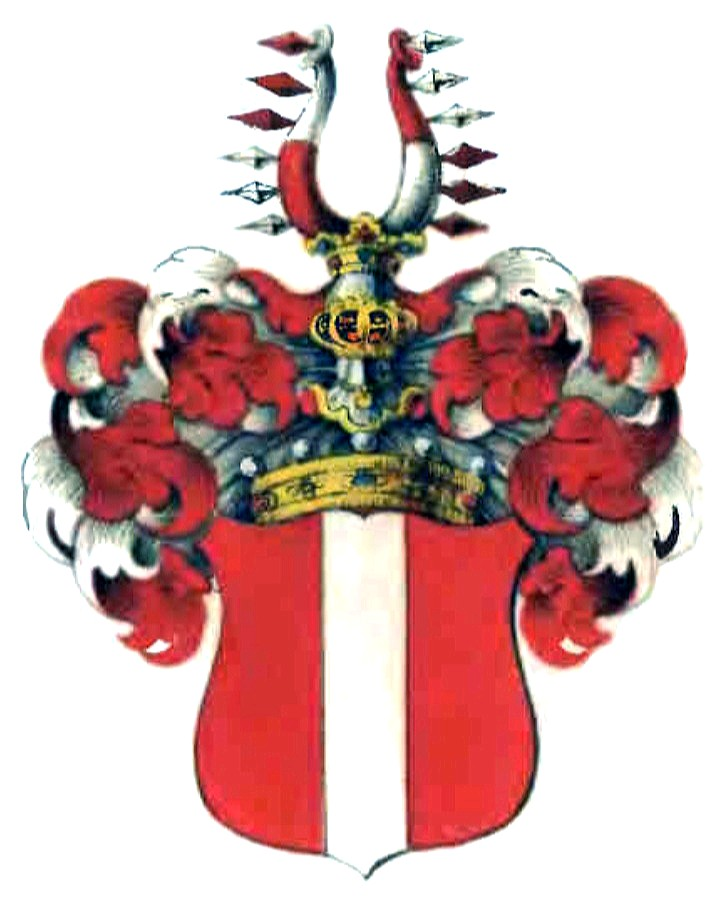
Herb Mitrowski na cokole
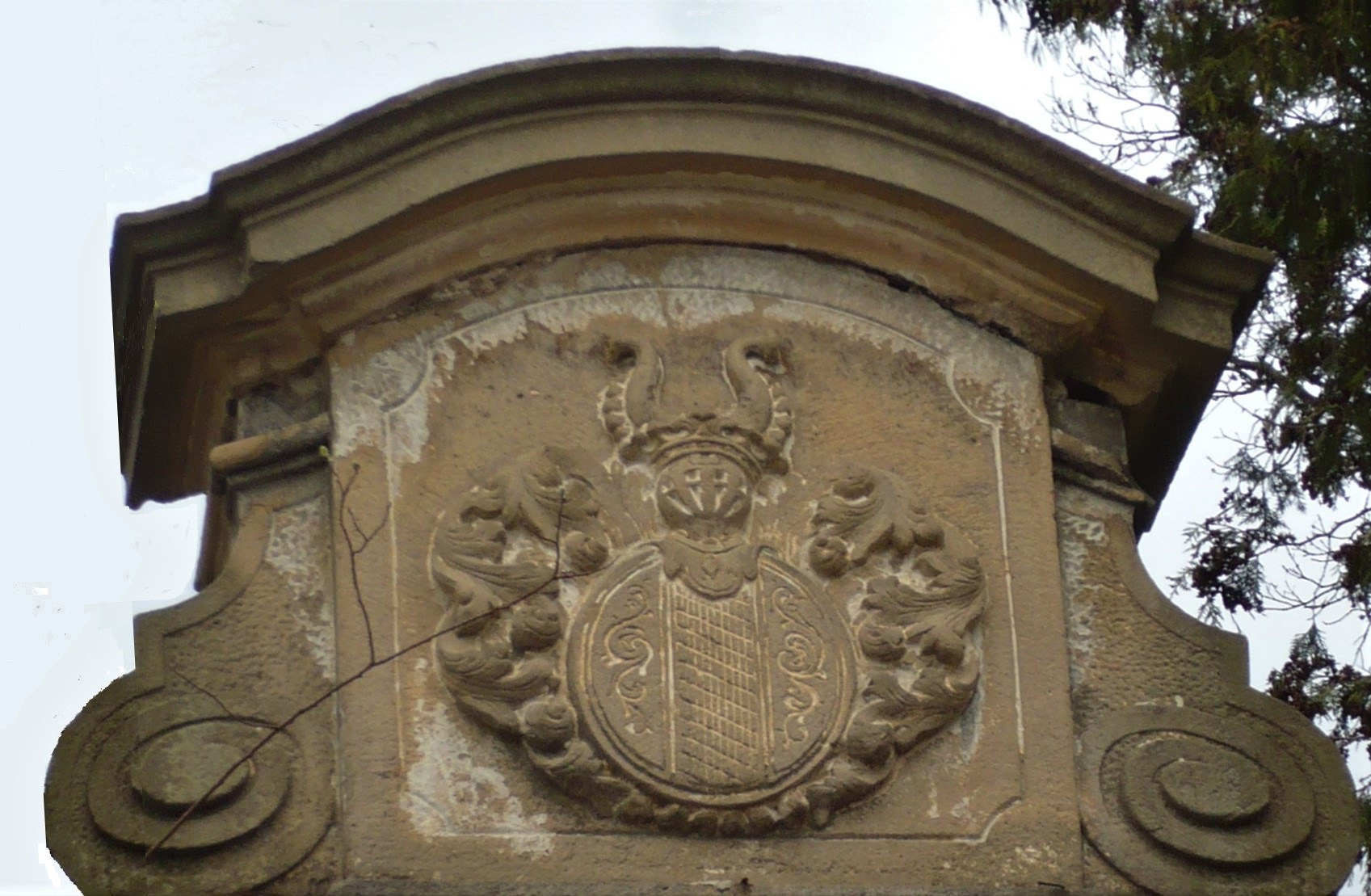
Herb Mitrovski na prawy słupie bramy
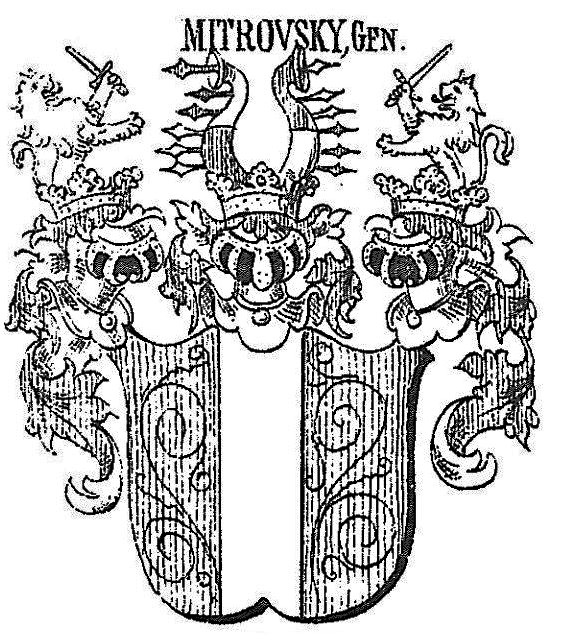
Herb Mitrowski